# 白石小百合 (アナウンサー)
白石 小百合（しらいし さゆり、1987年12月16日 - ）は、日本の実業家、フリーアナウンサー。元テレビ東京アナウンサー。

## 来歴・人物
千葉県出身。国府台女子学院高等部、法政大学国際文化学部卒業後、2010年4月にテレビ東京にアナウンサーとして入社。同期入社は森田京之介。
大学時代は法政大学自主マスコミ講座に参加。講座の同期にフジテレビの谷岡慎一アナウンサーが居た。また、学部・学科・自主マスコミ講座の後輩に日本テレビの久野静香アナウンサーが居る。
2010年7月9日放送の『E morning』第2部の『E ホリディ』のコーナーリポーターでアナウンサーデビューを果たした。
2017年3月31日付で、テレビ東京を退職。4月1日より自ら香水販売業『Whitte』を立ち上げ、実業家へ転身した。フリーアナウンサーとしての活動も行っている。

## アナウンサー時代の出演番組
- モヤモヤさまぁ〜ず2 ゴールデン進出SP（2010年4月11日、新入社員研修）
- 第33回隅田川花火大会（2010年7月31日、ヘリコプター中継）
  - 第35回隅田川花火大会（2012年7月28日）
- ニュースモーニングサテライト（2010年8月3日・4日、中学生にも分かる世界経済・中学生にも分かる日本経済）
- デジケン（2010年10月4日 - 2011年4月1日）
- アナラボ+（2011年4月 - 8月）
- アナラボJ（BSジャパン、2011年4月 - 8月）
- ブランニュー!（2010年7月18日 - 2011年4月17日）
- 7スタBratch!
  - 木・金曜レギュラー（2010年10月 - 2011年3月）
  - 水～金曜レギュラー（2011年4月 - 9月）
- WBS Weekend（BSジャパン、2010年10月9日 - 2011年9月24日）
- E morning（第2部「E ホリディ」、2010年7月9日 - 2011年9月）
- ドリームクリエイター（2011年5月 - 2012年3月） - 繁田美貴と隔週交代
- 7スタLIVE（2011年11月28日）
- ジョージ・ポットマンの平成史（2011年10月 - 2012年1月 ナレーションを担当）
- 東京都さまぁ〜ZOO（不定期、カウンセラーKAZUKIの秘書役）
- 日曜ビッグバラエティ「カラオケ★バトル10」（2012年10月7日、採点解説VTRのナレーションを担当）
- ワールドビジネスサテライト（「トレンドたまご」コーナー（火曜日）、2011年10月 - 2013年3月[4]）
- TOKYO BRANDNEW GIRLS（2012年4月 - 2013年3月、ナレーション）
- テレビ東京開局50周年特別企画「松本清張 強き蟻」（2014年7月2日）
- 乃木坂って、どこ? - （2012年6月18日、10月8日、2013年4月22日、乃木坂46シングル曲選抜メンバー発表進行）
- 価値ある家づくり! バリューハウス（BSジャパン、2014年10月4日 - 2015年9月26日）[5]
- ネオスポーツ the documentary![6][7]（2011年10月 - 2016年3月）
  - 金曜担当 2011年10月7日 - 2012年9月28日
  - 水曜担当 2012年10月3日 - 2013年3月27日・2015年1月7日 - 2016年3月30日
  - 木曜担当 2013年4月4日 - 2014年3月27日
  - 月曜担当 2014年3月31日 - 2014年10月27日
  - 火曜担当 2014年11月4日 - 2014年12月23日
- L4YOU!プラス - 木曜リポーター
- 追跡LIVE! Sports ウォッチャー[8]（2016年4月 - 2016年9月）
  - 水曜担当 2016年4月6日 - 2016年9月28日[9]

ナレーション
- THEカラオケ★バトル（2014年4月23日 - 2017年3月29日）
- チマタの噺（初代ナレーター、2014年10月28日 - 2017年3月28日）
- 歴史の道 歩き旅（2016年4月4日 - 2017年3月31日）

不定期
- TXNニュース - キャスター
- ニュースブレイク - キャスター